# 格林格巴赫河
51°13′0.66″N 7°57′15.48″E / 51.2168500°N 7.9543000°E
格林格巴赫河（德語：Glingebach），是德國的河流，位於該國西部，流經北萊茵-威斯特法倫州，屬於萊內河的右支流，河道全長6.6公里，流域面積12.6平方公里。